# Crkovnica
Crkovnica (izvirno srbsko Црковница) je naselje v Srbiji, ki upravno spada pod Mesto Leskovac; slednja pa je del Jablaniškega upravnega okraja.

## Demografija
V naselju, katerega izvirno (srbsko-cirilično) ime je Црковница, živi 121 polnoletnih prebivalcev, pri čemer je njihova povprečna starost 53,7 let (48,0 pri moških in 58,7 pri ženskah). Naselje ima 57 gospodinjstev, pri čemer je povprečno število članov na gospodinjstvo 2,33.
To naselje je popolnoma srbsko (glede na rezultate popisa iz leta 2002), a v času zadnjih treh popisov je opazno zmanjšanje števila prebivalcev.
|  |

| Demografija | Demografija     | Demografija     |
| Leto        | Št. prebivalcev | Št. prebivalcev |
| ----------- | --------------- | --------------- |
|             |                 |                 |
|             |                 |                 |
|             |                 |                 |
|             |                 |                 |
| 1948        | 526             |                 |
| 1953        | 556             |                 |
| 1961        | 495             |                 |
| 1971        | 390             |                 |
| 1981        | 282             |                 |
| 1991        | 175             | 174             |
| 2002        | 133             | 133             |
|             |                 |                 |

| Etnična sestava po popisu iz leta 2002 | Etnična sestava po popisu iz leta 2002 | Etnična sestava po popisu iz leta 2002 | Etnična sestava po popisu iz leta 2002 | Etnična sestava po popisu iz leta 2002 |
| -------------------------------------- | -------------------------------------- | -------------------------------------- | -------------------------------------- | -------------------------------------- |
| Srbi                                   | Srbi                                   |                                        | 133                                    | 100,0%                                 |
| Neznano                                | Neznano                                |                                        | 0                                      | 0,0%                                   |